# 스티븐 파스퀄
스티븐 파스퀄(Steven Pasquale, 1976년 11월 18일 ~ )은 미국의 배우, 가수, 영화 제작자이다.
허시에서 태어났다.

## 출연 작품

### 영화
- 더 라스트 런 (2004)
- Aurora Borealis (2005) - 제이컵 역
- 에이리언 VS. 프레데터 2 (2007년) - 댈러스 역
- The Answer Man (2009)

### 텔레비전
- 레스큐 미 (2004-11) - 션 개리티 역
- Coma (2012) - 의사 벨로스 역
- 닥터 제이슨 (2013) - 닥터 제이슨 역
- 화이트 칼라 (2014)
- 굿 와이프 (2014-15)
- 블러드라인 (2015-16)
- O.J. 심슨 파일: 아메리칸 크라임 스토리 (2016)
- 빌리언스 (2016)
- Doubt (2017)
- 디보스 (2018)
- 코미 룰: FBI 폭로 스캔들 (2020)
- 굿 파이트 (2022)